# Фрауд, Брайан
Брайан Фрауд (англ. Brian Froud; род. 1947, Уинчестер, Англия) — английский иллюстратор в стиле фэнтези. Живёт и работает в графстве Девон (Девоншир) вместе со своей женой Венди Фрауд, которая тоже является фэнтези-художником. При рисовании пейзажей Брайана вдохновляют виды Дартмура. Фрауд рассматривается искусствоведами как наследник традиций викторианской сказочной живописи.

## Биография
Работы Брайана Фрауда послужили источником вдохновения при создании существ для таких фильмов как «Темный кристалл» и «Лабиринт». Брайан сотрудничал с Терри Джонсом, который является сценаристом «Лабиринта», «Гоблинов Лабиринта», а также создателем различных не связанных с «Лабиринтом» книг о феях и гоблинах. Фрауд также работал с американским писателем Ари Берком над созданием многих книг, например, «Гоблины», «Руны страны эльфов», а также артбуков (графических альбомов), таких как «Хорошие феи/Плохие феи».
Фрауд время от времени занимался и другими вещами. Так, он создал иллюстрации для колоды гадальных карт, названные «Оракул Феи», на основе работ из графического альбома «Хорошие феи/Плохие феи». В марте 2010 года вышел сиквел колоды — «Сердце Феи». Он также работал над дизайном обложки альбома немецкой группы Qntal. Альбом вышел в 2006 году под названием Qntal V: Silver Swan. Группа выпустила и расширенную версию альбома, на двух CD-дисках. Один из дисков содержал небольшую галерею иллюстраций (фей и гоблинов) от Брайана Фрауда.

## Иллюстрации
- Romeo And Juliet (1971)
- The Man Whose Mother was a Pirate (1972)
- A Midsummer Night’s Dream (1972)
- Lovecraft: A Look Behind the Cthulhu Mythos by Lin Carter (иллюстрация для обложки)
- Ultra-violet catastrophe! Or, The unexpected walk with Great-Uncle Magnus Pringle (1975)
- Are All the Giants Dead? (1975)
- The Wind Between the Stars (1976)
- The Land of Froud (1977)
- Master Snickup’s Cloak (1979)
- Faeries (1979) — With Alan Lee
- The World of the Dark Crystal (1982)
- Goblins: Pop-up Book (1983)
- Goblins of the Labyrinth (1986)
- The Goblin Companion: A Field Guide to Goblins (1986)
- The Dreaming Place (1990)
- Lady Cottington’s Pressed Fairy Book (1994)
- Quentin Cottington’s Journal of Faery Research: Strange Stains and Mysterious Smells (1996)
- Good Faeries/Bad Faeries (1998)
- The Faeries' Oracle (2000)
- The Runes of Elfland (2003)
- Goblins! (2004)
- The Secret Sketchbooks of Brian Froud (2005)
- Chelsea Morning (2005)
- Brian Froud’s World of Faerie (2007)
- Heart of Faerie Oracle (2010)

## Цикл «Brian Froud’s Faerielands»
Фрауд также выпустил серию книг, известную как «Brian Froud’s Faerielands». Сначала он создал альбом с иллюстрациями, а затем попросил четырёх известных фэнтези-писателей (Patricia McKillip, Terri Windling, Midori Snyder, and Charles de Lint) написать к понравившимся рисункам рассказы. Первые две книги вышли в элегантном переплете с большим количеством иллюстрация Брайана Фрауда. Позже цикл отменили.
- Something Rich and Strange — Patricia McKillip (1994)
- The Wild Wood — Charles de Lint (1994)
- The Wood Wife — Terri Windling (1996)
- Hannah’s Garden — Midori Snyder (2002)

## Концептуальные работы
- Faeries (television and VHS) (1981)
- The Dark Crystal (1982)
- Labyrinth (1986)
- The Storyteller (1988)
- Little Nemo: Adventures in Slumberland (1988)
- The Life & Adventures of Santa Claus (2000)
- Peter Pan (2003)
- Mythic Journeys
- Power of the Dark Crystal (2012)

## Тоби Фрауд
Тоби Фрауд — сын Брайана Фрауда. Он играл ребёнка в фильме «Лабиринт». Тоби изучает кинематографию и спецэффекты в Лондоне, а также ходит на ходулях вместе с труппой по Англии. Тоби Фрауд обучался в Muppet workshop в Нью-Йорке и на съемках «Властелина колец» в Новой Зеландии.